# خوشه ستاره‌ای کروی
پیرترین اجرام کهکشان ما خوشه‌هایی بسیار پرجمعیت درخشان و گسترده هستند که خوشه‌های گویچه‌ای ستارگان نامیده می‌شوند. در حدود ۱۲۰ خوشه ستاره‌ای فهرست شده‌است. بیشترشان در یک هاله کروی در اطراف مرکز کهکشان‌ها وجود دارند.

## تکامل
از آنجا که خوشه‌های کروی بسیار پرجمعیت‌اند اعضای زیادی از آن‌ها را می‌توان یافت که در فازهای تکاملی ستاره‌ای هستند. از این رو این خوشه‌ها اجرام به غایت سودمندی برای مطالعه الگوهای تکاملی ستاره‌ای هستند. با مطالعهٔ آن‌ها می‌توانیم اطلاعاتی درباره فازهای غول سرخی ستارگانی که جرم کمی دارند به دست آوریم.

## اثر فراوانی عناصر سنگین
با بررسی‌ها ثابت شده‌است که عناصر سنگین در تابش کل یک خوشه تأثیر زیادی دارند. برای مثال خوشه ستاره‌ای ام۳ ۱۰۰ بار تهی تر از خورشید است (از لحاظ عناصر سنگین) و بنابراین تابشش به اندازه تعداد ستارگانش نیست.